# Kenkia rhynchida
Kenkia rhynchida is een platworm (Platyhelminthes). De worm is tweeslachtig. De soort leeft in of nabij zoet water.
Het geslacht Kenkia, waarin de platworm wordt geplaatst, wordt tot de familie Kenkiidae gerekend. De wetenschappelijke naam van de soort werd voor het eerst geldig gepubliceerd in 1937 door Hyman.